# ابن أخي المقوقس
يقال له: ابن أخي المقوقس الذي أسلم على يد عمرو بن العاص في قصة طويلة ذكرها الواقدي في فتوح مصر. قال بن ميسَّر في تاريخ: «وهو الذي هندس معهم الجامع وأمرهم أن يتَّخذوا الكنيسة العظمى جامعًا.»